# 西高速直径道路

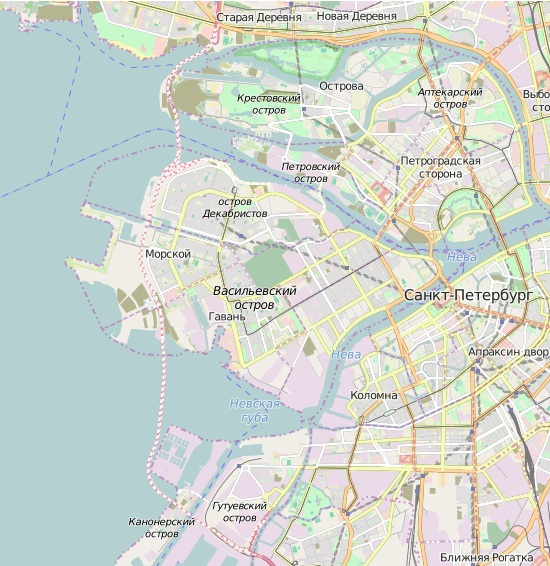
海岸を走る点線が西高速直径道路

西高速直径道路（にしこうそくちょっけいどうろ、Западный скоростной диаметр＝西高速直径、略称：ЗСД＝ゼーエスデー、英語: West Rapid Diameter）は、ロシアのサンクトペテルブルクの西部海岸を南北に結ぶ46.6kmの有料自動車専用道路である。
この道路はサンクトペテルブルク環状道路に接続して、その直径に相当するような位置関係にあるので「西高速直径道路」と呼ばれている。15のインターチェンジが設置されていて、市内および環状道路の渋滞を防ぐのを目的としている。
2005年に建設が開始されて、 2016年末に中央部分の完成で全線が開通し、12月4日プーチン大統領の臨席の下で開通式が行われた   。
民間の資金を活用して建設されたため、管理会社NCHは30年間、通行料を徴収する権利を与えられている。